# Odontophrynus americanus
El Escuerzo chico (Odontophrynus americanus, (Duméril & Bibron, 1841) es una especie de anfibio de la familia Odontophrynidae.

## Distribución geográfica
Se encuentra en Argentina, Brasil, Paraguay, Uruguay y, posiblemente, en Bolivia.